# Solenocera moosai
Solenocera moosai is een tienpotigensoort uit de familie van de Solenoceridae. De wetenschappelijke naam van de soort is voor het eerst geldig gepubliceerd in 1985 door Crosnier.